# ワンウェイクラッチ
ワンウェイクラッチ（英語: one-way clutch、1-way clutch）は、一方の方向のみに回転力を伝達するクラッチ機構である。フリーホイールとも呼ばれる。

## 概要
ワンウェイクラッチは同軸上の内輪と外輪の間で一方向のトルクを伝達する構造で、ベアリングとしての機能を持たせたものもある。多くの場合潤滑油やグリースによって潤滑されている。

## スプラグ式

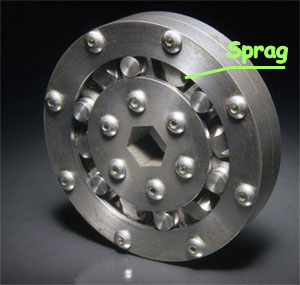
スプラグ式ワンウェイクラッチの外観

スプラグ式のワンウェイクラッチは外輪（アウターレース）と内輪（インナーレース）の間にスプラグ (sprag) と呼ばれる、だるま形の輪留めが組み込まれた構造を持つ。インナーレースに対してアウターレースが一方へ回転するとスプラグがかみ合ってトルクを伝達し、逆回転した場合はスプラグのかみ合いが外れてトルクは伝達されなくなる。英語ではスプラグクラッチ (sprag clutch) と呼ばれる。

## カム式（カムクラッチ）

カム式ワンウェイクラッチの模式図

ローラー式とも呼ばれる。カム式のワンウェイクラッチは外輪と内輪、ローラー、スプリングで構成され、外輪の内側または内輪の外側にカム面を持ったポケットが設けられる。ポケットの内部にはローラーが配置され、スプリングによって外輪のカム面と内輪の外側、あるいは内輪のカム面と外輪の内側に接触するように保たれている。内輪に対して外輪がある一方向に回転しようとするとカム面とローラーとの接触面圧が高くなり、抵抗となって内輪への動力を伝達する。逆方向に回転すると、カム面とローラーとの接触面圧が低くなり、滑って動力伝達を切断する。

## 利用事例
自動車
セルモーターとエンジンの橋渡しをする部品（「スタータークラッチ」）としてワンウェイクラッチが組み込まれている。エンジンが停止している状態でセルモーターが回転すると、クランクシャフトへ始動トルクが伝達される。エンジンの始動後にセルモーターが停止したり、クランクシャフトの回転速度がセルモーターより速くなると、クランクシャフトからセルモーターへのトルク伝達が切断される。また、万が一セルモーターが配線の誤接続などにより逆回転した場合にもクランクシャフトの逆転が防がれる。
オートマチックトランスミッション (AT) のうち、プラネタリーギアを利用した機構では変速動作のためにサンギア、ピニオンキャリアといった回転部品の回転方向を制御するためにワンウェイクラッチが利用されている。車軸とギアボックスの間で変速ショックの緩和に利用される場合もあった。
ヘリコプター
多くのヘリコプターのメインローターにワンウェイクラッチが採用されている。飛行中にエンジンが停止した際でも、ワンウェイクラッチによってローターがエンジンの抵抗を受けずに、風圧を受けて自然に回り続けるオートローテーション状態に移行し、浮力を発生させて安全に着陸することができる。
ベルトコンベア
多くのベルトコンベアでもワンウェイクラッチが利用されており、駆動系統の一部が破損した場合でもコンベア全体を停止することなく保守点検が行えるようになっている。
釣具
近年のリールでは、逆転防止機構にワンウェイクラッチが使用されている。